# Kecky
Kecky jsou tenisky s gumovou podešví a plátěným svrškem. Vyvinuty byly v roce 1830 anglickou firmou Liverpool Rubber Company jako plážová obuv. Český název jim dala americká značka Keds, jejíž kecky se do Československa dostaly společně s humanitární pomocí z USA po druhé světové válce.
Původně šlo o boty pro sportovní vyžití bohatší vrstvy. Celosvětovému zájmu se tenisky začaly těšit až s příchodem druhé světové války, kdy se plátno a guma staly kvůli nedostatku kvalitních materiálů alternativou ke složitě vyráběným koženým botám.

## Značky
Mezi značky kecek patří Converse All-Stars nebo Keds, masově se vyrábějí také neznačkové kopie především v Číně. Technicky mezi ně patří[zdroj?] i cvičky alias jarmilky.